# Segundo gobierno de José Antonio Páez
El segundo gobierno de José Antonio Páez (1839-1843) fue electo a través de elecciones indirectas, siendo nombrado por el Congreso Nacional, y sucediendo al gobierno interino de Carlos Soublette como presidente de Venezuela. Tras culminar su gobierno, Páez le entregó el cargo a Carlos Soublette nuevamente, después de que este ganara las elecciones.

## Antecedentes
José Antonio Páez había sido el primer presidente de Venezuela después de su independencia de la Gran Colombia, entre 1830 y 1834. A su vez, Páez ayudó a restablecer el gobierno de José María Vargas en 1835, demostrando gran poderío.

### Elecciones
En las elecciones de 1839 Páez ganó la presidencia por 212 votos de un total de 222 sufragantes de segundo grado. Los períodos presidenciales en aquel entonces eran de cuatro años.

## Gabinete
| Gabinete del segundo gobierno de José Antonio Páez |                  |                    |                     |      |
| Ministerio                                         | Ministro         | Período            | Período             | Ref. |
| Ministerio                                         | Ministro         | Inicio             | Final               | Ref. |
| Ministerio de Relaciones Exteriores                | Francisco Aranda | 22 de mayo de 1841 | 26 de marzo de 1844 |      |

## Política nacional

### Política económica
En mayo de 1841 se inauguró el Banco Nacional, de capital gubernamental y privado. En 1842 estalló una crisis económica mundial que provocó descensos en los precios del café, añil, algodón y cueros, lo que trajo una oleada de quiebras por parte de los comerciantes y los hacendados.

### Política en medios de comunicación
El 19 de abril de 1839 José Antonio Páez promulgó una ley para asegurar la propiedad de las producciones literarias y el 27 del mismo mes, otra que proporcionaba mayores facilidades a la libertad de imprenta.

### Política en educación
En 1840 se cedió parte del convento de San Francisco al colegio Independencia de Feliciano Montenegro y Colón, bajo el compromiso de darle educación gratuita a niños de bajos recursos económicos.

### Política de inmigración
El 12 de mayo de 1840 se promulgó en el Congreso la Ley de Inmigración y Colonización, a partir de la cual se planificó el asentamiento de alemanes en Venezuela. También se restringió la entrada al país para las personas consideradas viciosas, enfermas o solicitadas por las autoridades de sus países de origen.

## Política exterior

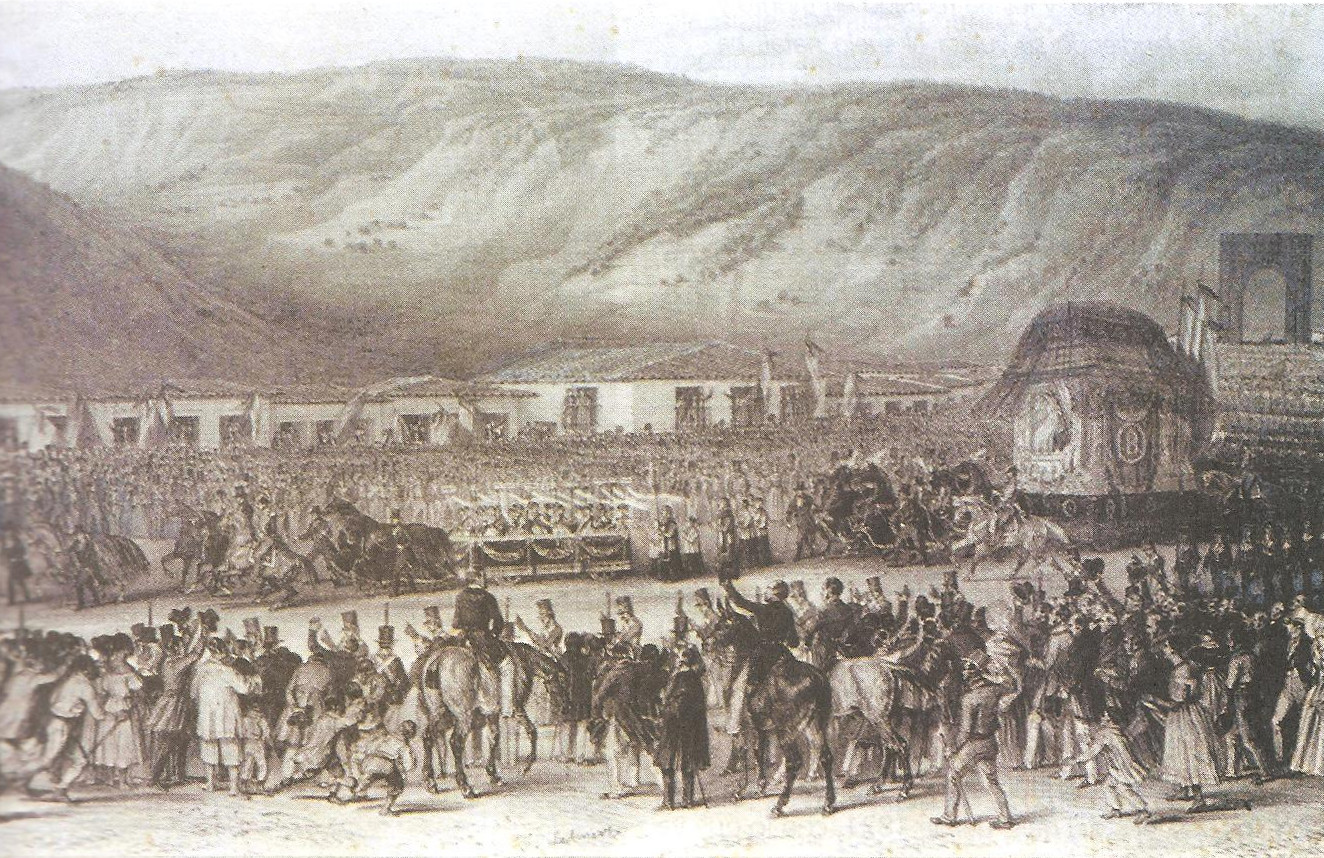
Grabado del traslado de los restos de Simón Bolívar desde Santa Marta hasta Caracas.

Durante ese gobierno se ampliaron las relaciones internacionales. El 22 de marzo de 1841 se firmó un Tratado de Amistad, Comercio y Navegación entre el reino de Suecia y Noruega y Venezuela. En 1842 nombró una comisión presidida por el general Francisco Rodríguez del Toro que viajó a Santa Marta (Colombia) para presenciar la ceremonia de exhumación de los restos del Libertador Simón Bolívar y trasladarlos a Caracas. También formaron parte de la comisión el general Mariano Montilla y el expresidente José María Vargas.

## Oposición

### Partido Liberal
En 1840 se fundó el Partido Liberal, liderizado por Antonio Leocadio Guzmán y Tomás Lander. Este partido fue el mayor opositor político de José Antonio Páez.